# Kadavúr
Kadavúr egy kistelepülés Ernakulam kerület keleti határán, India Kerala államában. A környező településektől (Muvattupuzha, Kothamangalam és Thodupuzha) mintegy húsz kilométernyire fekszik. Közintézményekkel jól ellátott település, mivel megtalálható itt az általános iskola, a postahivatal, több bankfiók, valamint a helyi önkormányzat hivatala is.

## Fordítás
- Ez a szócikk részben vagy egészben  a   Kadavoor című angol Wikipédia-szócikk ezen változatának fordításán alapul.  Az eredeti cikk szerkesztőit annak laptörténete sorolja fel. Ez a jelzés csupán a megfogalmazás eredetét és a szerzői jogokat jelzi, nem szolgál a cikkben szereplő információk forrásmegjelöléseként.